# 地藏庵
地藏庵或者地藏寺、地藏廟等，是道教祭祀地藏菩薩的廟宇，常與東嶽大帝、酆都大帝、閻羅王等陰界神祇合祀。通常是為了祈禱祖先、死者靈魂的冥福，與追求地方的安寧（不要受到魑魅魍魎的擾亂）而建。而地藏菩薩信仰源自佛教。由於三教合一的關係，廟中的神靈可能配祀有目連尊者、東嶽大帝、酆都大帝、十殿閻君。
所謂陰廟，在道教上來說，是指祭祀無主孤魂的廟。祭祀陰界神明的廟宇，如城隍廟、地藏庵、東嶽殿、閻羅宮等，亦為神廟而非陰廟。兩者不可混淆，亦不可同日而語。